# Iván Asen III
Iván Asen III (en búlgaro: Иван Асен III, también en búlgaro: Йоан Асен III, Ioan Asen III, y en español Juan Asen III), gobernó como zar de Bulgaria de 1279 a 1280. Iván Asen III era el hijo de Mitso Asen de Bulgaria y María de Bulgaria, la hija de Iván Asen II de Bulgaria e Irene de Tesalónica. Nació probablemente en 1259/1260, y murió en el exilio en 1303.
Temiendo el rápido éxito de Ivailo de Bulgaria, el emperador bizantino Miguel VIII Paleólogo llamó a Iván Asen ante su corte, le concedió el título de déspota, y lo casó con su hija mayor Irene Paleóloga en 1277 o 1278. Miguel VIII envió varios ejércitos bizantinos para intentar colocar a Iván Asen III en el trono de Bulgaria. Aunque Ivailo derrotó varios de estos intentos, fue bloqueado por tres meses en Drăstăr (Silistra) por los aliados mongoles de Miguel VIII. En el intervalo una fuerza bizantina sitió la capital de búlgara Tarnovo y, al oír un rumor de la muerte Ivailo en batalla, la nobleza local se rindió y aceptó a Iván Asen III como emperador en 1279.
Para fortalecer su posición en Tarnovo, Iván Asen III casó a su hermana Kira María con el noble búlgaro-cumano Jorge Terter, pero no logró afirmar sus derechos en todo el país. Ivailo reapareció ante los muros de la capital y derrotó dos intentos bizantinos de ayudar a Iván Asen III. Desesperado por el éxito, Iván Asen III e Irene Paleóloga huyeron secretamente de Tarnovo con el tesoro del palacio, incluyendo las piezas capturadas de los emperadores bizantinos derrotados en victorias anteriores. Llegando a Mesembria (Nesebar), la pareja imperial se embarcó para Constantinopla, donde el enfurecido Miguel VIII se negó a recibirlos por días.
En 1280 o 1281 Iván Asen III viajó a la Horda de Oro, compitiendo con Ivailo en un intento por ganar el apoyo para la restauración en Bulgaria. El jefe mongol Nogai Khan finalmente asesinó a Ivailo, pero no logró restablecer a Iván Asen III en Bulgaria. Este último regresó a sus posesiones familiares en la Tróade, y murió en 1303.
Iván Asen III e Irene Paleóloga se convirtieron en los progenitores de la numerosa e influyente familia Asan (o Asanes) en el Imperio bizantino, que prosperaron en la corte y diversas provincias hasta el final del imperio en la segunda mitad del siglo XV. Uno de los descendientes de Iván Asen III, Irene Asanina (hija de su hijo Andrónico Asan) se casó con el futuro emperador bizantino Juan VI Cantacuceno y a través de su hija Helena (que se casó con el emperador Juan V Paleólogo), se convirtió en la antepasada de los emperadores bizantinos posteriores.